# Потрошитель (фильм, 1996)
«Потрошитель» (англ. Ripper Man) — триллер режиссёра Фила Сирса.

## Сюжет
Полицейский по имени Майк Лазо оставил службу и выступает в ночном клубе с гипнотическими сеансами. На новом поприще он терпит полное фиаско, после чего его увольняют из клуба. В тот же вечер он встречает странного человека, представившегося ему Чарльзом Уокеном. Чарльз просит его загипнотизировать. Майк исполняет просьбу незнакомца, тот начинает погружаться в воспоминания, и тут-то оказывается, что в прошлом он был убийцей-потрошителем. Потрошителем он, похоже, остался до сих пор, ибо с такой лёгкостью режет девушек, как будто это трупы в анатомическом театре. Теперь Майк — единственный, кто может остановить потрошителя.